# فراوكه أونتيدت
فرَاوكي أونتيدت (ولدت عام 1971 في نويمنستر) هي أمينة مكتبة ألمانية وتشغل منذ سبتمبر 2019 منصب مديرة مكتبات هامبورغ العامة.
بعد دراستها لمجال علوم المكتبات والتوثيق في جامعة كولونيا للعلوم التطبيقية، عملت في البداية في مركز مكتبات الجامعات لولاية شمال الراين-وستفاليا ومكتبات مدينة دوسلدورف. في نوفمبر 2007، انتقلت إلى مكتبات هامبورغ العامة لتتولى قيادة قسم العلوم الطبيعية والتقنية. في عام 2010، تسلمت مسؤولية إدارة الخدمات المركزية للمكتبات، وفي عام 2017 تولت أيضاً إدارة المكتبة المركزية "هُهْنَرْبوستِن".